# Алголагния
Алголагни́я (от др.-греч. ἄλγος «боль» + λαγνεία «похоть, страсть, сладострастие») — сексуальная девиация, при которой оргазм достигается посредством причинения боли половому партнёру или в связи с болью, причиняемой половым партнёром.
Автором термина считается немецкий исследователь «психических явлений» барон Альберт фон Шренк-Нотцинг (начало XX века). Он делил термин на активную алголагнию — садизм, и пассивную алголагнию — мазохизм.
Рихард фон Крафт-Эбинг в монографии 1886 года «Половая психопатия» (Psychopathia sexualis) отмечал, что алголагния вовсе не обозначает сущности и психической основы мазохистских чувств и представлений. Мазохисты получают удовольствие не от самой боли, а от сладострастного сознания своей подчинённости воле другого лица. Ощущение такой подчинённости даёт только мысленное или реальное насилие со стороны другого лица.